# 遠野ゆき美
遠野 ゆき美（とおの ゆきみ、1978年2月24日 - ）は、日本の元AV女優。1990年代を代表する巨乳女優の1人である。
血液型はA型、身長161cm、スリーサイズはB95cm・W58cm・H89cm。

## 略歴
神奈川県出身。
1998年に、AVデビュー。
デビュー作品の『プロローグ』は、1998年のマックス・エー売り上げトップとなっている。
1999年に引退した。

## 出演作品
VHS
- プロローグ（1998年4月24日、マックス・エー）
- 乳色のキッス（1998年5月29日、マックス・エー）
- 白乳姫（1998年6月26日、マックス・エー）
- Milky Bust（1998年7月21日、マックス・エー）
- 激乳アラカルト（1998年8月21日、マックス・エー）
- AVアイドル解体新書（1998年9月21日、マックス・エー）
- 君の胸に抱かれたい（1998年10月22日、サクセス・ビデオ・コミュニティ）
- 陶酔のFカップ（1998年12月9日、マックス・エー）
- 巨乳狩り(3)（1999年3月24日、サクセス・ビデオ・コミュニティ）
- AV女優エクスタシーコレクション9（1999年6月16日、マックス・エー）
- More Max（1999年9月3日、マックス・エー）
- 挑発（1999年9月8日、サクセス・ビデオ・コミュニティ）
- ボーダレスエンジェル（2001年4月20日、オフサイド）

DVD作品
- Yukimi Memorial（1999年5月21日、マックス・エー）[1]
- More Max（1999年11月19日、マックス・エー）[1]
- 巨乳娘ベストコレクション（2000年12月22日、ジャパンホームビデオ）[1]
- Venus Re-mix Vol.1（2001年8月24日、アルタ）
- MAX-A Anniversary II（2001年12月7日、マックス・エー）[1]
- 巨乳狩りDX（2002年5月28日、サクセス・ビデオ・コミュニティ）
- CLUB-MAX 遠野ゆき美（2004年9月28日、マックス・エー）
- MAX-A Anniversary 5（2004年12月17日、マックス・エー）
- MAX-A15周年Special極上アイドルHistory（2008年10月10日、マックス・エー）[1]
- [1]
- 黄金伝説 遠野ゆき美の原点（2009年3月27日、マックス・エー）[1]
- 新 MAXピンクファイル 遠野ゆき美（2009年12月11日、マックス・エー）[1]
- アラフォーに贈る レンタルでは隠されていた有名女優のあの部分をスーパーアナライザーモザイクで解禁!!（2010年4月23日、マックス・エー）[1]
- MAX-A 歴代BEST 4枚組16時間!!（2010年5月14日、マックス・エー）
- MAX-A 15年分2000本の作品から厳選した巨乳BEST!!（2011年1月28日、マックス・エー）[1]
- 巨乳AV女優の頂点 最上級の巨乳モデルがメーカーを越えて夢の共演（2012年2月13日、AV30）

## テレビ出演

### 地上波
- 足立区のたけし、世界の北野（「巨乳は頭が悪いというのは本当か」の検証）[4]。